# 湧水町立吉松中学校
湧水町立吉松中学校（ゆうすいちょうりつ よしまつちゅうがっこう）は、鹿児島県姶良郡湧水町川西にある町立中学校。

## 概要
生徒数は、115名（平成18年5月1日時点）で、各学年1学級～2学級である。

## 沿革
- 1947年（昭和22年）5月2日 - 吉松村立吉松中学校として開校する[1]。
- 1949年（昭和24年）4月1日 - 新校舎が落成。同時に隼人高校吉松教場が敷地内に設置される[1]。
- 1953年（昭和28年） - 吉松青年学校跡地へ移転[1]。同年の2月11日に吉松村が町制施行し吉松町となったのに伴い、吉松町立吉松中学校に改称。
- 2005年（平成17年）3月22日 - 吉松町と栗野町が新設合併し湧水町となり、湧水町立吉松中学校に改称。

## 通学区域
- 吉松小学校校区全体